# William McGregor
William McGregor (n. 1847 – d. 1911) a fost președinte la Aston Villa, club pe care l-a transformat în unul dintre cele mai puternice din Anglia. Mai târziu a fondat Football League, prima ligă de fotbal din lume.